# Leo Matiz
Leonet Matiz Espinoza, besser bekannt als Leo Matiz (* 1. April 1917 in Aracataca, Departamento del Magdalena; † 24. Oktober 1998 in Bogotá), war ein kolumbianischer Fotograf und Karikaturist. Er verbrachte sein Leben in Kolumbien und Mexiko (wo er sich mit verschiedenen berühmten Künstlern austauschte), in den USA (wo er für Medienunternehmen wie Life und Reader’s Digest arbeitete) und in Venezuela (als Fotograf des Miraflores-Palasts). Zu seinen bekanntesten Werken gehören Pavo real del mar (1939) und El Bogotazo (1948). Im Jahr 1949 wurde Leo Matiz als einer der zehn besten seinerzeit lebenden Fotografen der Welt gelistet.

## Biografie
Leo Matiz wurde 1917 in Rincón Guapo geboren, einem Dorf im Norden Kolumbiens. Als Jugendlicher ging er in die Hauptstadt Bogotá, um dort für die Zeitung El Tiempo zu arbeiten und verkehrte in den Cafés der Bohème mit den berühmten Malern und Karikaturisten der späten 1930er Jahre. Auf Veranlassung von Enrique Santos Molano „Calibán“, dem Großvater von Juan Manuel Santos, begann Matiz mit der Fotografie und machte sich in Kolumbien einen Namen als aufmerksamer Fotojournalist, der mit seiner Rolleiflex-Kamera den Zufall und die Seelen der Personen einfing.
Bei seiner Arbeit als Reporter reiste Matiz durch fünf Kontinente und wandte seine Talente als Fotojournalist auf den Film, bei der Werbefotografie, als Zeitungsherausgeber und als Gründer von Kunstgalerien an. In seiner „Leo Matiz Art Gallery“ stellte er 1951 zum ersten Mal den Maler Fernando Botero aus.
Matiz arbeitete unter anderem in Mexiko, Mittelamerika, die Vereinigten Staaten, den Anden, der Karibik, Palästina, Beirut, Tel Aviv und Venezuela. Dabei richtete er seinen Blick auf das, was Henri Cartier-Bresson den „entscheidenden Moment“ nannte, jenen unwiederholbaren Augenblick.
Auf seiner Reise nach Mexiko lernte Matiz viele bedeutende Maler wie Frida Kahlo und Diego Rivera kennen und lebte mit ihnen zusammen. Unter ihnen stach David Alfaro Siqueiros besonders hervor, der beschloss, Matiz zu engagieren, um Fotos für seine Gemälde zu machen.
Seine Weltreise in Bildern führte Matiz in den Mittelpunkt der Ereignisse in Paris anlässlich der Befreiung von der Nazi-Besatzung am 24. August 1944. In Paris verkehrte er mit Fotografen wie Robert Doisneau und Brassai, die im Europa der Zwischenkriegszeit bekannt waren.
Er erhielt Auszeichnungen wie den Titel Chevalier des Arts et des Lettres, der ihm 1995 von der französischen Regierung verliehen wurde, und 1997 den Filo d'Argento in Florenz, Italien.

## Werke
- Pavo real del mar (1939)
- El Bogotazo (1948)
- Así es Caracas (1951)
- Bavaria, una historia de muchos años (1966)
- Aquí estuvo el Libertador (1976)
- Leo Matiz, fotografie (1992)
- El tercer ojo (1994)
- Leo Matiz, L'objectif magique (1995)
- Matiz-Siqueiros, Cinquant'anni dopo, L'arte per l'arte (1997)
- Los hombres del campo (1997)